# Moixernó de tardor
El moixernó de tardor(Clitopilus prunulus), també anomenat moixernó blanc i clitòpil blanc, és un bolet comestible de la família de les entolomatàcies. Es caracteritza pel color blanc de barret i cama, l'olor intensa de farina, per les làmines decurrents i, en la maduresa, de color rosaci.

## Taxonomia
Espècie descrita per primera vegada com Agaricus prunulus l'any 1772 per GA Scopoli, metge i naturalista italià (Tirol Sud), basant-se en mostres de Carniola, l'actual Eslovènia. Elias Magnus Fries la sanciona l'any 1821 i n'assenyala les làmines blanques que, en madurar, esdevenen rosàcies.
Donk (1949) defensa la tesi que Fries va introduir el nom de Clitopilus per segona vegada per a una tribu diferent quan Fries (1838) va transferir la majoria de les espècies de la seva primera tribu Clitopilus (1821) a les tribus Entoloma i Pluteus i mentrestant va reemplaçar l'antic nom de tribu Mouceron per Clitopilus

## Iconografia
Tabares M., Bolets de Catalunya II, Lam. 62 (1983)

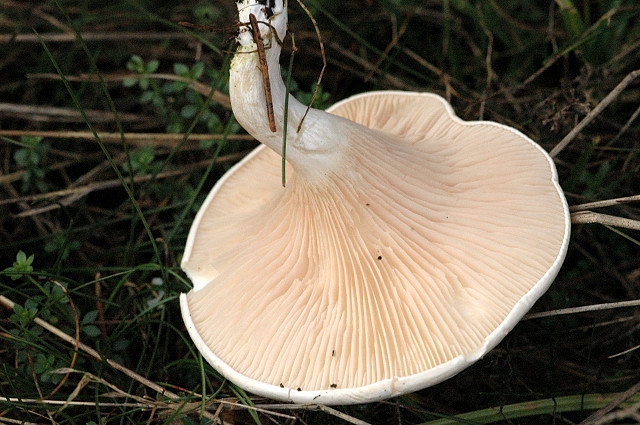
Revers del moixernó de tardor (Clitopilus prunulus), les làmines són madures i de color rosaci

## Descripció
marge pàl·lid i, inicialment, involut
Pileal surface whitish to chalk white, sometimes with a grayish tinge; pileipellis hyphae hyaline and without incrusting pigments

Pleurocystidia and cheilocystidia absent
Pileus hemispherical to convex, rarely concave; stipe central, rarely eccentric; basidiospores 8.5–13 × 4.5–6.5 μm .
Description: Basidiomata clitocyboid, usually medium-sized to large. Pileus 25–70 mm wide, convex to applanate; surface whitish (1A1) to dirty white (3A1), glabrous or velvet; margin incurved, then straight, sometimes slightly undulate. Lamellae decurrent, pinkish (3A2), somewhat crowded to crowded, edges entire and concolorous, lamellulae numerous. Stipe 10–25 × 5–10 mm, usually central, subcylindrical or slightly flexuous, concolorous with pileus, usually minutely pruinose; the base usually showed white (1A1) mycelium. Odor farinaceous. Basidiospores (9.5–)10–13(–13.5) × 5–7 μm, Lm × Wm = 11.12 (± 0.86) × 5.76 (± 0.46) μm, Q = (1.50–) 1.52–2.28(–2.32) (Qavg = 1.94 ± 0.20) [44/2/2], nearly hyaline, fusiform to broadly fusiform, even oblong in profile and face view, angled in polar view with 5–7 obvious longitudinal ridges. Basidia 30–39 × 10–11 μm, clavate, hyaline, 4-spored, rarely 2-spored. Subhymenium consisting of filamentous hyphal segments. Pleurocystidia and cheilocystidia absent. Pileipellis a cutis composed of more or less radially arranged, repent, hyaline, smooth, cylindrical hyphae, 2–5 μm wide, sometimes disturbed by some erect hyphae; subcutis made up of subregular, thinwalled, hyaline, smooth, cylindrical hyphae, 3–6 μm wide, with some slant or interwoven hyphae; pileal trama composed of more or less regular, hyaline, cylindrical hyphae, 3–17 μm wide. Stipitipellis a cutis composed of compactly arranged, thin-walled, hyaline hyphae, 3–6 μm wide. Caulocystidia absent. Clamp connections absent. Ecology and distribution: Scattered or in groups on soil with moss in mixed broadleaf-conifer forest (Picea, Fagus) or in open field in coniferous forest (Pinus), widely distributed in Europe. Other specimen examined: RUSSIA. KIROV OBLAST: Orlovsky District, 11 Aug 2008, T. Bau (HMJAU 4521).
Notes:  The original description of this taxon is in Flora Carniolica (Scopoli 1772). The collection KUN-HKAS96158, collected in the Austrian Alpine, matches well the morphological description of this species (Singer 1946; Pegler and Young 1975; Noordeloos 1988; Horak 2005). There are several taxa mislabeled “C. prunulus” in GenBank (FIG. 1). In order to interpret the concept of the species consistently, KUNHKAS96158 is designated as epitype of C. prunulus with DNA nucleotide sequences of five loci.

## Hàbitat
Solitari o en grups; comú; 

## Distribució geogràfica
Clitopilus prunulus is probably distributed in Europe and North America (Kummer 1871; Singer 1946) and often confused with other species of Clitopilus (Hongo 1954; Noordeloos 1993; Hausknecht and Noordeloos 1999; Yang 2000, 2007; Hartley et al. 2009; Vizzini et al. 2011; Morgado and Noordeloos 2012; Deng et al. 2013b; Wang et al. 2017).

## Espècies semblants
Clitopilus cystidiatus
Varies espècies del gènere Clitocybe poden tenir el dipòsit esporal de color bru rosaci però no tenen la intensa olor farinàcia i tenen les espores llises.
Pseudoclitopilus rhodoleucus té les espores amiloides i verrucoses.

## Etnomicologia
F. Masclans recull per a moixernó de tardor el concepte de Fabra, que considera que s'aplica a la pampa (Clitocybe geotropa) i el de Font que recull diverses espècies: la pampa (Clitocybe geotropa),   (Lepista panaeola),  (Clitocybe infundibuliformis) i la Paralepista flaccida.
EM Fries inclou l'espècie en la tribu XIII - Mouceron caracteritzada per l'olor de farina fresca. La tribu inclou Agaricus prunulus i A. popinalis.
El nom de moixernó de tardor s'ha aplicat a diverses espècies. És el cas del cama-sec (Marasmius oreades), com ja va indicar Bulliard (1780)

## Usos

### Gastronomia
Excel·lent comestible. Algunes persones no el toleren quan es consumeix laminat i amanit en cru. Admet la congelació en cru un cop el bolet ha estat laminat.